# Pontelandolfo
Pontelandolfo község (comune) Olaszország Campania régiójában, Benevento megyében. 

## Fekvése
A megye északi részén fekszik. Határai: Campolattaro, Casalduni, Cerreto Sannita, Fragneto Monforte, Morcone és San Lupo.

## Története
Területét már az ókorban lakták. Nevét az itt található Pontis Landulphi híd után kapta. Landolpho helyi hős volt, aki addig védte a hidat, amíg helyi lakosok elmenekültek a támadó római seregek elől. A híd az Alento folyó felett ívelt át. A település történelmének egy véres eseménye 1861-ben történt, amikor a piemonti seregek lemészárolták a lakosság nagy részét.

## Népessége
A népesség számának alakulása:

## Főbb látnivalói
- Santa Maria degli Angeli-templom
- SS. Salvatore-templom
- SS. Annunziata-templom
- San Rocco-kápolna